# 興陽寺
興陽寺（こうようじ）は、千葉県我孫子市にある曹洞宗の寺院。

## 概略と沿革
16世紀後期、旗本の山高八右衛門の開基といわれている。旗本山高家の菩提寺は東京都新宿区の宗参寺であるが、当寺の関わりも深く1726年（享保11年）には、山高家より法華経10巻が奉納されている。
境内には、俳人たちの句碑がある。

## 交通アクセス
- JR東日本常磐線我孫子駅より徒歩3分。